# Gołuchów
Gołuchów [gɔ'wuxuf] (deutsch Goluchow, 1939–1943 Goldenau, 1943–1945 Goldenacker) ist ein Dorf im Westen Polens und Sitz der gleichnamigen Landgemeinde. Sie liegt etwa 100 km südöstlich von Posen und 20 km nordwestlich von Kalisz in der Woiwodschaft Großpolen und gehört dem Powiat Pleszewski an.

## Geschichte
Archäologische Funde aus dem Gemeindegebiet weisen auf eine seit 2500 Jahren andauernde, ununterbrochene Besiedlung des Ortes hin. Ab dem 10. Jahrhundert gehört die Gegend zu den Kernlanden Polens unter den Piasten.
Die erste urkundliche Erwähnung der Kirche im Dorf Gołuchów datiert auf das Jahr 1348. Im Jahr 1507 erwirbt das bedeutende Adelsgeschlecht der Leszczyński den Ort, wo Rafał Leszczyński ab 1550 das monumentale Schloss als Residenz und Jagdquartier erbaute und sich darin wahrscheinlich beerdigen ließ. 1555 fand in Gołuchów ein Treffen polnischer Calvinisten und Böhmischer Brüder statt, die ab dem 17. Jahrhundert in Großpolen Zuflucht vor religiöser Verfolgung suchten.

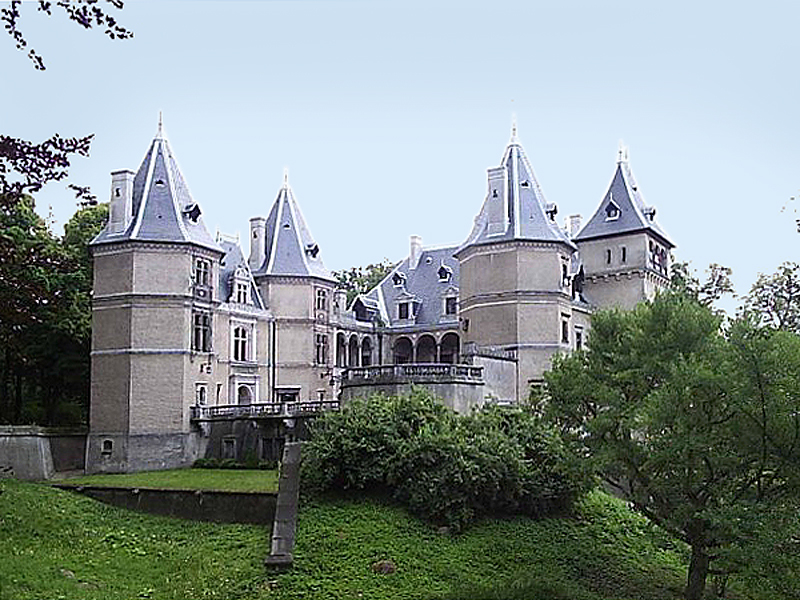
Blick in den Innenhof von Schloss Gołuchów

Mit der Veräußerung des Schlosses durch die Leszczyński 1695 setzte der vorübergehende Niedergang des Ortes ein. Das Schloss wechselte in den darauffolgenden eineinhalb Jahrhunderten mehrfach den Eigentümer, Gołuchów geriet infolge der Zweiten Teilung Polens 1793 unter preußische Herrschaft und lag ab 1815 unmittelbar an der Grenze zu Russland. 1856 erwarb Graf Tytus Działyński das Schloss als Residenz für seinen Sohn Jan Działyński und dessen Ehefrau Elżbieta Czartoryska (genannt Izabella), die Tochter des Fürsten Adam Jerzy Czartoryski. Im Zusammenhang mit der Emigration von Jan Działyński, der in Großpolen den polnischen Januaraufstand von 1863/1864 finanzierte und organisierte, ging in der Folgezeit das Anwesen in den Besitz der Fürsten Czartoryski über, und Izabella leitete von 1875 bis 1885 die grundlegende Restaurierung der Bauten und des Landschaftsparks.
Nach der Wiedererrichtung des polnischen Staates 1918 verblieb das Schloss bis 1945 in Familienbesitz der Czartoryski. Seit 1951 ist das Nationalmuseum Posen Besitzer, als dessen Nebenstelle das Schloss bis heute fungiert.

## Sehenswürdigkeiten

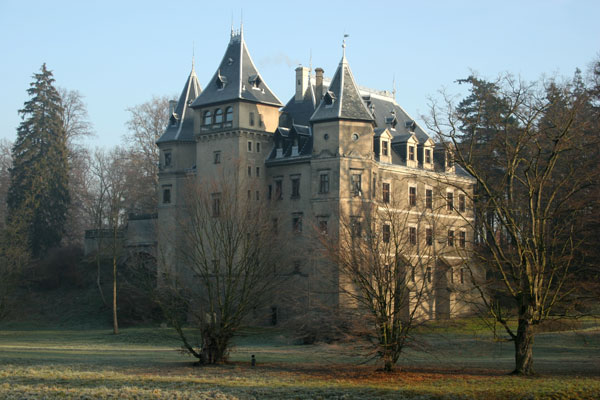
Das Schloss inmitten des Landschaftsparks

Hauptsehenswürdigkeit in Gołuchów ist das Ensemble aus Schloss, Museum und Park, das hinsichtlich seiner architektonischen und nationalgeschichtlichen Bedeutung mit ähnlichen historischen Baukomplexen in Großpolen, wie Rogalin, Kórnik, Śmiełów und Rydzyna, vergleichbar ist. Zudem befand sich Gołuchów im Besitz gleich dreier äußerst bedeutender polnischer Adelsgeschlechter.

### Schloss

Wirtschaftsgebäude des Schlosses

Das Schloss, ein rechtwinkliger Wehrbau mit Ecktürmen, ist eine Anlage aus der Blütezeit der Renaissance und entstand von 1550 bis 1560 unter Federführung von Rafał Leszczyński (Woiwode in Kujawien bis 1550) als Erweiterung eines bereits zuvor bestehenden Adelssitzes. In den Jahren von 1600 bis 1619 fügte dessen Sohn Wacław Leszczyński (Woiwode in Kalisz und polnischer Großkanzler) manieristische Stilelemente hinzu, so etwa die typische Arkadenumsäumung des Innenhofs.

### Park
Der Landschaftspark ist im Wesentlichen eine Schöpfung des 19. Jahrhunderts. Er wurde nach Vorstellungen von Graf Jan Działyński von dem polnischen Landschaftsarchitekten Adam Kubaszewski entworfen. Die Restaurierung des Schlosses durch Izabella Czartoryska zwischen 1875 und 1885 erfolgte unter Einbeziehung der Parkanlagen auf der Grundlage von angepassten Plänen des französischen Baumeisters Eugène Viollet-le-Duc und des polnischen Architekten Zygmunt Gorgolewski unter Leitung des Franzosen Maurice Auguste Ouradou. Als auffälligste Änderung muss die Öffnung des Innenhofes zum Park hin gelten, wo das Mausoleum für die 1899 verstorbene Izabella Czartoryska zu den Sehenswürdigkeiten zählt. Ferner findet sich dort ein Schaugehege mit Wisenten.

### Museum
Als Teil des Nationalmuseums Posen ist das Schloss Besuchern zugänglich. Die Sammlungen umfassen europäische Kunst der Neuzeit sowie antike Schaustücke (insbesondere griechische Vasen) aus dem Besitz der Działyński und Czartoryski, zum Teil aus dem Hôtel Lambert in Paris. Bis 1939 zählte Schloss Gołuchów zu den größten privaten Museen Europas. Die Sammlungen wurden während der deutschen Besetzung Polens beschlagnahmt, zerstört oder verschleppt. Einige Kunstgegenstände kamen nach 1956 auf Umwegen über die Sowjetunion zurück.

## Gemeinde
Die Landgemeinde (gmina wiejska) Gołuchów besteht aus zwanzig Dörfern mit Schulzenämtern.

## Persönlichkeiten
- Horst Bartholomeyczik (1903–1975), deutscher Zivilrechtler und SS-Obersturmbannführer.